# Оганнисян, Овик Гайкович
О́вик Га́йкович Оганнися́н (род. 25 октября 1992, Одинцово) — российский боксёр-любитель, выступающий в наилегчайшей и в легчайшей весовых категориях. Выступает за сборную России по боксу начиная с 2011 года, мастер спорта России международного класса (2013), бронзовый призёр чемпионата Европы (2013), чемпион Всемирных военных игр (2019), чемпион мира среди военнослужащих (2021), чемпион России (2012), многократный победитель и призёр международных и национальных турниров в любителях.
На соревнованиях представляет Московскую область и Хабаровский край.

## Биография
Овик Оганнисян родился 25 октября 1992 года в городе Одинцово Московской области, в России.

## Любительская карьера
Проходил подготовку в боксёрской команде ЦСКА под руководством тренеров М. Г. Касаева, С. Ю. Смирнова, И. П. Бунина.
В 2010 году выступал на чемпионате России среди юниоров в Анапе и на молодёжном всероссийском первенстве в Перми. Год спустя вошёл в состав российской национальной сборной и выступил на нескольких турнирах международного значения.
На взрослом чемпионате России 2012 года в Сыктывкаре одолел всех своих соперников в наилегчайшей весовой категории и завоевал золотую медаль. В следующем сезоне в зачёте национального первенства в Хабаровске получил бронзу, проиграв в полуфинале Василию Веткину. Побывал на чемпионате Европы в Минске, откуда так же привёз награду бронзового достоинства — на стадии полуфиналов был остановлен ирландцем Майклом Конланом. За это выдающееся достижение по итогам сезона удостоен почётного звания «Мастер спорта России международного класса».
Начиная с сезона 2013/14 регулярно принимал участие в матчевых встречах полупрофессиональной лиги WSB, представляя здесь российскую команду.
В 2015 году на чемпионате России в Самаре занял второе место, в решающем финальном поединке снова уступил Василию Веткину. Ещё через год на аналогичных соревнованиях в Оренбурге стал бронзовым призёром, на сей раз его победил Вадим Кудряков. В 2017 году боксировал уже в весовой категории до 56 кг и на чемпионате России в Грозном вновь взял бронзу
В мае 2018 года он стал победителем в весе до 56 кг международного турнира памяти героя Советского Союза Константина Короткова в Хабаровске, где он в финале по очкам (5:0) победил опытного белоруса Антона Наханькова.
В октябре 2019 года, в Ухане (КНР) стал победителем Всемирных военных игр, в весовой категории до 56 кг, в финале победив монгольского боксёра Хархуугийна Энх-Амара.
В середине ноября 2019 года, на чемпионате России, который проходил в Самаре, завоевал бронзовую медаль.
В конце сентября 2021 года стал чемпионом на 58-м чемпионате мира среди военнослужащих в Москве (Россия) проведённого под эгидой Международного совета военного спорта, в финале раздельным решением судей (4:0) опять победив монгольского боксёра Хархуугийна Энх-Амара.